# Dimitris Salpingidis
Dimitrios "Dimitris"  Salpingidis (în greacă Δημήτρης Σαλπιγγίδης; n. 18 august 1981, Salonic) este un fotbalist grec retras din activitate, care a jucat pe post de mijlocaș lateral la echipe ca PAOK, Panathinaikos și Kavala. Pe plan internațional, are prezențe la națională pentru Grecia, Grecia⁠(d), Grecia U17⁠(d), Grecia U19⁠(d) și Grecia U21⁠(d).
Salpingidis a reprezentat Grecia la două Campionate Europene și la două Campionate Mondiale de Fotbal.

## Palmares

#### PAOK
- Cupa Greciei la fotbal: 2002-03

#### Panathinaikos
- Superliga Greacă: 2009-10
- Cupa Greciei la fotbal: 2009-10

## Individual
- Golgheterul Superligii Grece: 2006
- Fotbalistul grec al anului: 2008
- Fotbalistul grec al anului: 2009